# 吉富町
吉富町（よしとみまち）は、福岡県の東部にある町。築上郡に属する。
吉富製薬（現在の田辺三菱製薬）の企業城下町として発展した町である。現在でも町内には田辺三菱製薬株式会社の吉富事業所、および同社の連結子会社である田辺三菱製薬工場株式会社の吉富工場がある。

## 地理
福岡県の最東端にあり、東は一級河川山国川をはさみ大分県の中津市と接し南は上毛町、西は豊前市と接する。面積は5.68平方キロメートルで、九州の自治体としては最も面積が狭く、全国でも12番目に面積が狭い。東西2キロメートル南北3キロメートルほどしかなく、市街地は吉富駅周辺に密集しており人口密度は比較的高い。

### 生活
吉富町は中津市まで数分の距離であり、江戸時代に同じ中津藩領として歴史を共有してきたことから生活面や文化面等で非常に深い関係があり、市外局番の0979、郵便番号の871-××××は中津市と同一である。また、郵便物も大分県中津市の中津郵便局から越県して配達される。
経済的に中津都市圏に属し、2005年の国勢調査では全通勤通学者のうち約30%が中津市に通勤・通学している。「田辺三菱製薬工場株式会社」などの工場も所在するため、中津市からの流入人口も少なくない。生活面での結び付きも親密であり、中津市など大分県北部の公立・私立高校を受験する中学生も多く、中津市の高校への通学者は多い。これは隣接する豊前市、上毛町でも同様であるが吉富中学校生徒は、正規（中津の各公立高校毎に、吉富中学校と上毛町中学校の２校に対する枠を大分県に毎年貰う）に越県である中津市の県立高校への受験が可能である。

### 市外局番
- 町内全域「0979」（中津MA）
- 東海道・山陽新幹線の車内公衆電話は、1989年まで（通話にオペレータを通していた）は沿線都府県内のみが通話対象地域とされていたが吉富町（当時の大平村唐原地区も）は沿線の福岡県内でありながら、管轄電話局が「大分県」中津局であったため通話も不能であった。

### 郵便番号
- 871-xxxx（中津郵便局）

### 地名
- 今吉
- 小犬丸
- 小祝
- 高浜
- 幸子
- 鈴熊
- 土屋
- 直江
- 楡生
- 広津
- 別府

### 隣接する自治体
- 豊前市
- 築上郡上毛町
- 大分県 : 中津市

## 歴史
- 1876年（明治9年）江戸時代から明治4年までは中津藩、その後の廃藩置県にて中津県となり120日後に小倉県に編入、その小倉県も明治9年には廃止され、 明治9年に福岡県へ併合される。
- 1889年（明治22年）4月1日 - 町村制の施行により、上毛郡幸子村・別府村・楡生村・今吉村・鈴熊村・土屋村・直江村・広津村の区域をもって東吉富村が発足。
- 1896年（明治29年）
  - 4月1日 - 郡の統合により所属郡が築上郡に変更[1]。
  - 5月1日 - 高浜村と合併し、改めて東吉富村が発足。
- 1942年（昭和17年）5月19日 - 東吉富村が町制施行して吉富町となる。

### 市町村合併
- 当初は新吉富村、大平村と合併協議を進め、新町名「大富町」と決定していたが、新庁舎の位置を巡って3町村が対立した上、同時期に大平村で不祥事が発覚した。その影響で協議が紛糾する事態となり協議会が解散した（新吉富村と大平村は2005年10月11日に合併し上毛町となった）。
- 吉富町は豊前市と合併協議を行っていたが、2007年8月に合併協議は白紙となった。

#### 豊前市との合併協議
- 2007年2月26日、福岡県知事から、合併特例法に基づき豊前市との法定合併協議会設置を全国で初めて勧告された。これにより豊前市との合併協議が進展することとなったが、上記にあるように中津市との合併意見や単独町制を望む意見も根強く、豊前市との合併は住民の意見を無視しているとの批判も大きかった。しかし、豊前市議会と吉富町議会は法定合併協議会設置案を賛成多数で可決し、4月1日に合併協議会は設立された。
- 2007年4月22日、豊前市との合併に反対する今冨寿一郎が合併容認派の中家一（前町長）を破り、町長に当選。同日施行された町議会議員選挙でも合併反対派が躍進する結果となった。
- 2007年8月11日、吉富町長今冨寿一郎（当時）は豊前市との合併協議を凍結する意向を固めたため、合併協議は事実上の白紙となった。豊前市長釜井健介（当時）は今冨氏を批判した。

### 歴代町長
- 中家一（不明 - 2007年4月30日）
- 今冨寿一郎（2007年5月1日 - 2019年4月30日）3期

## 行政

### 町長
- 花畑明（2期目）
- 任期：2027年4月30日

### 町議会
- 定数：10人
- 任期：2027年4月30日

### 警察
- 福岡県警察豊前警察署（豊前市）
  - 吉富駐在所（吉富町大字広津304-1）
  - 吉富南駐在所（吉富町大字今吉83-1）

### 消防
京築広域圏消防本部管内であり、上毛町にある、豊前消防署東部分署が担当する。

### 選挙区
- 衆議院議員総選挙の小選挙区は福岡県第11区。
- 福岡県議会の選挙区は築上郡・豊前市選挙区。

## 地域

### 人口
| |                                        |  |
| 吉富町と全国の年齢別人口分布（2005年） | 吉富町の年齢・男女別人口分布（2005年） |  |
| ■紫色 ― 吉富町 ■緑色 ― 日本全国 | ■青色 ― 男性 ■赤色 ― 女性              |  |
| 吉富町（に相当する地域）の人口の推移 \| 1970年（昭和45年） \| 7,317人 \| \| \| 1975年（昭和50年） \| 7,635人 \| \| \| 1980年（昭和55年） \| 7,749人 \| \| \| 1985年（昭和60年） \| 7,549人 \| \| \| 1990年（平成2年） \| 7,364人 \| \| \| 1995年（平成7年） \| 7,223人 \| \| \| 2000年（平成12年） \| 7,188人 \| \| \| 2005年（平成17年） \| 7,053人 \| \| \| 2010年（平成22年） \| 6,792人 \| \| \| 2015年（平成27年） \| 6,627人 \| \| \| 2020年（令和2年） \| 6,536人 \| \| |                                        |  |
| 総務省統計局 国勢調査より |                                        |  |
| 1970年（昭和45年） | 7,317人                                |  |
| 1975年（昭和50年） | 7,635人                                |  |
| 1980年（昭和55年） | 7,749人                                |  |
| 1985年（昭和60年） | 7,549人                                |  |
| 1990年（平成2年） | 7,364人                                |  |
| 1995年（平成7年） | 7,223人                                |  |
| 2000年（平成12年） | 7,188人                                |  |
| 2005年（平成17年） | 7,053人                                |  |
| 2010年（平成22年） | 6,792人                                |  |
| 2015年（平成27年） | 6,627人                                |  |
| 2020年（令和2年） | 6,536人                                |  |

### 教育
- 吉富町立吉富小学校
- 吉富町外一市中学校組合立吉富中学校

## 産業
- 田辺三菱製薬工場株式会社 吉富工場（田辺三菱製薬株式会社の連結子会社、旧：武田化成株式会社 → 旧：吉富製薬株式会社 → 旧：ウェルファイド株式会社 → 旧：三菱ウェルファーマ株式会社 → 旧：MPテクノファーマ株式会社）
- 田辺三菱製薬株式会社 吉富事業所
- UBE株式会社 吉富工場（旧：株式会社エーピーアイコーポレーション）

### 漁業
- 吉富漁港

### 特産品
- 海苔 - 「豊前のり」と呼ばれる。
- カキ - 「豊前海一粒カキ」と呼ばれる。
- アサリ - 「天然アサリ」を漁協が育成中。
- さつまいも - 「紅はるか」を生産者と販売者で取組中。

## 交通

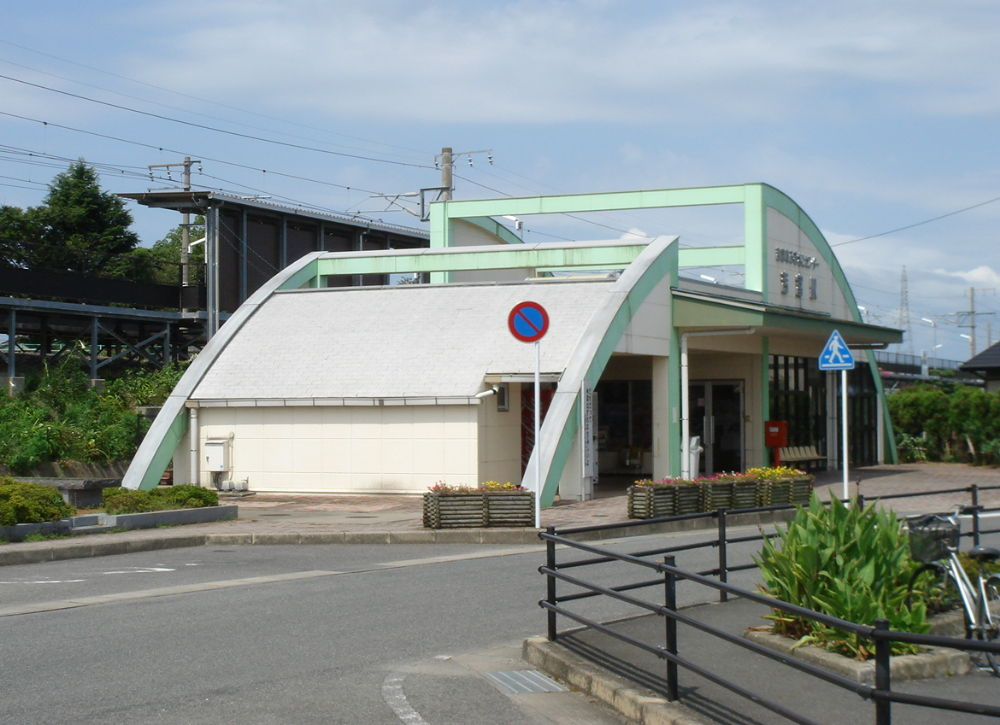
吉富駅

空港は北九州空港（北九州市・苅田町）が最寄り。

### 鉄道
- 九州旅客鉄道（JR九州）
  - 日豊本線
    - 吉富駅

日豊本線が町内を通っており、長年にわたり町内に駅はなかったが、1995年4月20日に吉富駅が開業した。

### バス
- 吉富町巡回バス - 町内各地を巡回する。地元タクシー会社が運行。
- 築上東部乗合タクシー - 地元タクシー会社が運行。中津市・吉富町・上毛町旧新吉富村域・同旧大平村域を運行する。
  - JR中津駅 - 吉富町役場前 - 上毛町役場前 - 大平支所前
- 豊前・中津コミュニティバス - 大交北部バスが運行。中津市と豊前市を結ぶ。2020年4月1日より吉富町内に停車するようになった。
  - 中津市民病院 - ゆめタウン中津 - 吉富駅前 - 吉富町役場前 - 三毛門郵便局前 - 八屋 - 豊前市役所

以前は西鉄バスグループが当町と豊前市・行橋市・中津市の間を結ぶ路線や、中津市と新吉富村・大平村（現:上毛町）を結ぶ路線を運行していたが、2004年4月1日に廃止された。代替として同日より上記のコミュニティバス・乗合タクシーを運行している。

### 道路
一般国道は通っていない。
- 福岡県道・大分県道16号吉富本耶馬渓線
- 大分県道・福岡県道108号中津吉富線
- 大分県道・福岡県道113号中津豊前線（旧：国道10号）
- 福岡県道221号吉富港線
- 福岡県道226号山内吉富線

### 高速道路
- 町内に高速道路はない。最寄りのインターチェンジは以下の通りである。
  - 東九州自動車道 豊前インターチェンジ（福岡県豊前市）
  - 東九州自動車道 上毛スマートインターチェンジ（築上郡上毛町）
  - 大分自動車道 日田インターチェンジ（大分県日田市）
- 最寄りの有料道路は以下の通りである。
  - 椎田道路（築上町）
  - 宇佐別府道路（大分県宇佐市）

## 吉富町出身の有名人
★は故人
- 福田昌子（学校法人福田学園東和大学の創設者）★
- 佐々木倫生（元：京都女子大学、鳥取女子短期大学学長）★

## 名所
- 八幡古表神社
- 鈴熊寺
- 天仲寺公園（広津城趾含む）
- 吉富海岸
- 山国橋（レンガ造り橋脚）
- 佐井川橋(近代化遺産)
- 小笠原長次の墓